# ناحیه برنتون، شهرستان فورد، ایلینوی
ناحیه برنتون (به انگلیسی: Brenton Township) یک منطقهٔ مسکونی در ایالات متحده آمریکا است که در شهرستان فورد، ایلینوی واقع شده‌است. ناحیه برنتون ۲۱۳ متر بالاتر از سطح دریا واقع شده‌است.